# Zonc
Zonc (szlovákul Zonec) Zonctorony településrésze, egykor önálló község Szlovákiában, a Pozsonyi kerületben, a Szenci járásban.
2001-ben Zonctorony 842 lakosából 648 magyar és 189 szlovák volt.

## Fekvése
Szenctől 3 km-re délre, a Fekete-víz és a Kis-Duna között fekszik.

## Története
A települést IV. Béla király 1252-ben kelt adománylevele említi először "Zwnch" alakban. Pozsony várának uradalmához tartozott, 1524-től a gellei érseki szék része volt. Később újra a királyé, majd a Pálffy család birtoka lett.
Vályi András szerint " ZONCZ. Magyar, és tót falu Pozsony Várm. földes Ura Gr. Pálfy Uraság, lakosai katolikusok, fekszik Egyházfalvához közel, mellynek filiája; Hegy-Súrral, Péntek Súrral, és Újfaluval is határos; határja 2 nyomásbéli, szántó földgyein kivűl kevés réttye is van, fája fűszfákból áll."
Fényes Elek szerint " Zoncz, Poson megye. tót f. a kis Duna bal partján: 148 kath. lak., erdővel, s jó legelővel. F. u. gr. Pálffy senioratusa. Ut. p. Cseklész."
Pozsony vármegye monográfiája szerint "Zoncz, magyar kisközség a Feketevíz és a Kisduna között, 37 házzal és 233 lakossal, a kik róm. kath. vallásúak. Hajdan pozsonyi várbirtok volt, melyet II. Lajos király 1524-ben e várbirtokok közül kivett és a gellei érseki székhez csatolt. 1553-ban királyi birtok. Lakosai tótok voltak. Ujabb korban birtokosai a Pálffyak lettek és ma is a gróf Pálffy-szeniorátusnak van itt nagyobb birtoka. A községen kívül kápolna áll, mely 1833-ban épült. Ide tartozik Sóvető puszta. A község postája Magyarbél, távírója és vasúti állomása Szempcz."
1910-ben 240, túlnyomórészt magyar lakosa volt. A trianoni békeszerződésig Pozsony vármegye Szenci járásához tartozott. 1943 óta az egykori Dunatorony faluval együtt alkotja Zonctorony községet.

## Külső hivatkozások
- Zonctorony hivatalos oldala
- Községinfó
- Zonctorony Szlovákia térképén[halott link]
- E-obce.sk Archiválva 2008. szeptember 16-i dátummal a Wayback Machine-ben
- E-obec.sk
- A „Vasárnap” cikke a községről[halott link]